# Crisis de la embajada peruana en La Habana de 1980
El 4 de abril de 1980 la embajada del Perú en La Habana fue escenario del mayor caso de asilo y refugio bajo protección diplomática de la historia. Más de diez mil cubanos se encontraban bajo la protección diplomática en un área de apenas 2 000 metros cuadrados.
El protagonista principal fue el diplomático peruano Ernesto Pinto Bazurco Rittler que se encontraba a cargo de la embajada. El, bajo su responsabilidad y asumiendo todos los riesgos personales, decidió acoger en la Misión diplomática a las personas despreciadas por el régimen de Fidel Castro.
Este episodio marcó el inicio de una nueva crisis de los refugiados cubanos, a la que siguieron una serie de iniciativas diplomáticas entre varios países de América que intentaron organizar la huida de personas desde la isla de Cuba hacia Estados Unidos y otros lugares. La crisis de la embajada culminó con el éxodo sustancial de 125 266 solicitantes de asilo cubanos durante el éxodo del Mariel.

## Antecedentes
Las causas subyacentes detrás de los acontecimientos del 1 de abril y posteriores se han atribuido en gran parte a una respuesta a la prevalencia de los problemas económicos y la disminución del nivel de vida que aflige a muchos cubanos, particularmente entre los jóvenes y el grupo demográfico educado de la población, provocados principalmente por el bloque estadounidense. Según el historiador Ronald Copeland, tal desgracia económica se debió a una combinación de inflación creciente y mercados pobres, lo que a su vez contribuyó a la trayectoria descendente a corto plazo de la economía cubana a fines de la década de 1970. Ambos trabajaron en conjunto para debilitar la economía predominantemente agrícola; los primeros aumentan los costos de los insumos agrícolas necesarios para la producción, mientras que los segundos reducen el nivel de ingresos disponibles recibidos por los cultivos de tabaco y azúcar. Además, la disminución del desempeño de los empleados junto con la baja moral contribuyó aún más a una menor producción productiva.
Además del clima económico desfavorable, factores sociales y políticos se combinaron para exacerbar las relaciones internas e internacionales de Cuba. La decisión del Estado cubano de comenzar a racionar la distribución de alimentos durante este período contribuyó aún más al descontento generalizado entre la población. Simultáneamente, el espíritu y la moral de la revolución cubana se vieron perjudicados por la muerte de importantes figuras revolucionarias como Celia Sánchez, Alejo Carpentier y el suicidio de Haydée Santamaría. Los crecientes niveles de tensión social resultantes de las dificultades económicas impuestas a muchos cubanos durante este período se manifestaron a través de una cadena de casos de entradas forzadas a embajadas latinoamericanas en La Habana, ocurridas antes de los acontecimientos precipitados el 1 de abril, con un la mayoría de sus actores buscan asilo político.
Los episodios de tales intrusiones a la embajada incluyeron un grupo de 25 solicitantes de asilo que penetraron en la embajada de Perú, 15 en la embajada de Venezuela y uno en la embajada de Argentina. A pesar de las afirmaciones de los funcionarios cubanos que rechazaban el reclamo de protección diplomática de los aspirantes a exiliados, bajo la falsa premisa de que eran delincuentes menores en lugar de disidentes políticos legítimos , las embajadas de Perú y Venezuela continuaron recibiendo cubanos. La decisión de estos países latinoamericanos de otorgar asilo a quienes ingresan a los complejos de las embajadas fue recibida con muchas críticas por parte del gobierno cubano, ya que tanto Venezuela como Perú se habían negado a facilitar la inmigración legal desde Cuba durante este período.

## Crisis

Fidel Castro, dictador cubano (1959-2008).

El 1 de abril de 1980, seis solicitantes de asilo cubanos se estrellaron contra la entrada del complejo de la embajada de Perú en La Habana utilizando un autobús urbano. El incidente costó la vida a un soldado cubano que resultó mortalmente herido por una bala que rebotó, mientras que dos pasajeros del autobús sufrieron heridas leves. Después del incidente, Fidel Castro, ya frustrado por la serie de actividades anteriores de tales solicitantes de asilo, declaró públicamente a través del periódico estatal Granma que todos aquellos que entraran por la fuerza en una embajada extranjera a partir de entonces perderían su derecho a estar seguros.
Ernesto Pinto Bazurco Rittler negoció la noche del 4 de abril hasta la madrugada del día 5 con Fidel Castro la integridad física de las personas. Uno de los aspectos centrales de las negociaciones fue que ante las dificultades de calificarlos como asilados o refugiados, se optara por llamar a estas personas que buscaban su salida del país, simplemente ingresantes. De tal forma se pudo llegar al acuerdo en colaboración con el Gobierno de Cuba para la salida del país, en forma ordenada, de estas miles de personas, que se habían sumado a los 34 asilados que desde haces meses estaban bajo la protección de la embajada del Perú. El gobierno peruano se comprometió a acoger mil de los refugiados, mientras que España iría acoger 500 personas y Ecuador 300 personas. En los días siguientes al 4 de abril de 1980 más de 120 cubanos lograron emigrar.
Otro aspecto importante de las negociaciones fue la situación de seguridad en la embajada, ya que algunas de las personas entraron forzosamente al entorno de la embajada. El gobierno de Cuba había asegurado proveer un local más seguro para la embajada del Perú. Aun así, retiró la guardia policial del entorno de la sede diplomática peruana, lo que significó una violación de la Convención de Viena sobre Relaciones Diplomáticas. El poeta Reinaldo Arenas describió cómo los manifestantes organizados por el régimen esperaron afuera de la embajada para atacar violentamente a los solicitantes de refugiados. Estos actos agresivos y protestas fuera de la embajada duraron días.
Este acontecimiento abrió un nuevo capítulo en el ámbito del derecho internacional, así como de la paz en América y sirvió como antecedente del así llamado Éxodo del Mariel que posibilitó la emigración de aproximadamente 125 000 ciudadanos cubanos. El embajador peruano Ernesto Pinto Bazurco Rittler mereció el Premio Palmer y ha sido propuesto para el Premio Nobel de la Paz 2016 por su compromiso a favor de la protección de los derechos humanos.